# Adirondack
Adirondack Mountains er et bjergområde i den nordvestlige del af Appalacherne, i delstaten New York, USA. Der er omkring 100 bjergtoppe i området fra 370 til omkring 1.500 m. Den højeste top er Mount Marcy (1.629 m.o.h.). Der er flere søer i området, bl.a. Lake Placid, hvis tilgrænsende by to gange har været vært for de olympiske vinterlege.
- Wikimedia Commons har flere filer relateret til Adirondack

44°06′45″N 73°55′26″V / 44.1125°N 73.9239°V